# Cristián Stambuk
Cristián Stambuk ili Koko Stambuk (Osorno, Čile, 16. ožujka 1977.) je čileanski glazbenik.  Pjevač je, skladatelj, producent, umjetnički direktor i glumac. Bavi se rock, electropop i pop rock glazbom. Svira gitaru. Hrvatskog je podrijetla.
Bio je članom glazbenog sastava Glup! koji su osnovali on, Rodrigo i Vid Stambuk.
Producirao je albume sastavima Kudai, Luis Fonsi, Reik i Denise Rosenthal, Supernova (glazbeni sastav) te Stereo 3 u suradnji s Cristiánom Heyneom.
Izdao je samostalni album Valiente. 

## Diskografija

### Sa sastavom Glup!
- 1999.: 1999
- 2000.: Welcome Polinesia
- 2002.: Glup

### Sa sastavom Los frijoles
- 2006.: Elefantes volviendo a casa

### Samostalni
- 2009.: Valiente